# 15507 Ренґаражан
15507 Ренґаражан (15507 Rengarajan) — астероїд головного поясу, відкритий 9 вересня 1999 року.
Тіссеранів параметр щодо Юпітера — 3,509.